# Scotinotylus amurensis
Scotinotylus amurensis är en spindelart som beskrevs av Kirill Yeskov och Yuri M. Marusik 1994. Scotinotylus amurensis ingår i släktet Scotinotylus och familjen täckvävarspindlar. Inga underarter finns listade i Catalogue of Life.